# Лонинг M-8
Лонинг M-8 (енгл. Loening M-8) је двоседи амерички ловачки авион који је производила фирма Лонинг (енгл. Loening). Први лет авиона је извршен 1918. године. 

Било је наручено 5000 авиона 1918, али је због краја рата наруџба отказана. РВ САД је примило само 10 ловаца и још 36 авиона са пловцима.
Највећа брзина у хоризонталном лету је износила 232 km/h. Размах крила је био 9,98 метара а дужина 7,31 метара. Маса празног авиона је износила 754 килограма а нормална полетна маса 1074 килограма. Био је наоружан са два митраљеза калибра 7,7 милиметара Луис.

## Наоружање
| Наоружање авиона: Лонинг       |     |
| Ватрено (стрељачко) наоружање  |     |
| Топ                            |     |
| Митраљез                       |     |
| Број и ознака митраљеза        | 2   |
| Калибар                        | 7,7 |
| Бомбардерско наоружање (бомбе) |     |
| Ракетно наоружање (ракете)     |     |